# Jean-Luc Bizien
Pour les articles homonymes, voir Bizien.
Jean-Luc Bizien, né le 7 mai 1963 à Phnom-Penh (Cambodge), est un auteur de polars et de fantasy français.

## Biographie
Né à Phnom-Penh (Cambodge), il a longtemps voyagé avec ses parents avant de s'installer en Normandie, puis à Paris.
Major de promotion à l’École normale du Calvados en 1984, il enseigne pendant quinze ans.
Jean-Luc Bizien publie en 1989 son premier jeu de rôle, Hurlements, aux éditions Dragon radieux. Puis, en 1994, il reçoit le prix Casus Belli du meilleur jeu pour Chimères (éditions Multisim).
Il rédige également une série d'albums jeux pour les enfants et une trilogie médiévale publiée chez Bayard Jeunesse, pour qui il a été directeur de la collection Imaginaires. « J’ai vécu depuis de grands moments : Serge Brussolo, pour ne citer que lui, m’a fait un fabuleux cadeau en m’offrant deux romans pour la collection. »  
Il est ensuite publié dans la collection Le Masque, Le Masque de la bête et La Muraille, deux intrigues issues de son premier jeu de rôle Hurlements.
Outre Vivez l'aventure et Cinquante surprises, ses collections best-seller chez Gründ, il a publié chez Plon Wendy et les Mutants.
Jean-Luc Bizien reçoit le prix Gérardmer Fantastic'Arts 2002, le prix du roman d'aventures en 2002, pour La Mort en prime time (Le Masque) et le prix Lion noir en 2011 pour La Chambre mortuaire (10/18).
En 2009, il crée le personnage de l'aliéniste Simon Bloomberg pour La Cour des miracles, une trilogie de romans policiers historiques se déroulant en Europe dans la seconde moitié du XIXe siècle.
Il fait partie de la Ligue de l'Imaginaire, et vit aujourd'hui en Corse du sud.

## Œuvre
- Éditions Fayard noir
  - Le Botaniste (2022)
  - Et puis mourir (2020)

- Collection Folio SF
  - Katana 1, Vent Rouge (2016)
  - Katana 2, Dragon Noir (2016)

- Éditions du Toucan
  - L'Évangile des ténèbres (2010)
  - La Frontière des ténèbres (2011)
  - Le Berceau des ténèbres (2015)
  - Crotales (2016)

- Éditions Sabine Wespieser
  - Marie Joly (2005)

- Éditions de l'Archipel
  - Wonderlandz (2009)
  - La Chambre mortuaire (2024)
  - La Danse macabre (2024)
  - Les égarés des catacombes (2025)

- Éditions Rouge Safran
  - La Main dans le sac (2016)

- Collection Le Masque
  - La Mort en prime time, coll. Le Masque no 2469 (2000)
  - Le Masque de la bête (2000)
  - La Muraille (2001)

- Éditions 10/18
  - La Cour des miracles – tome 1 : La Chambre mortuaire, coll. Grands Détectives no 4190 (2009)
  - La Cour des miracles – tome 2 : La Main de Gloire, coll. Grands Détectives no 4191 (2009)
  - La Cour des miracles – tome 3 : Vienne la nuit, sonne l'heure, coll. Grands Détectives no 4365 (2012)

- Éditions Baleine
  - (I Can't Get No) Mastication (2006)

- Éditions Casterman
  - Dragons et autres maîtres du rêve (2006)
  - Elfes et autres sylphes (2007)

- Éditions Bayard
  - Les Empereurs-Mages – tome 1 : Le Souffle du dragon (2000)
  - Les Empereurs-Mages – tome 2 : L'Éveil du dragon (2000)
  - Les Empereurs-Mages – tome 3 : L'Envol du dragon (2000)
  - Les Mines de Lang-Dulün (2003)
  - La Maison du vampire (2002)

- Édition Plon
  - Wendy et les mutants – tome 1 : Sommeil de feu (2006)
  - Wendy et les mutants – tome 2 : Le Territoire monstrueux (2007)
  - Wendy et les mutants – tome 3 : La Citadelle invisible (2007)

- Éditions Octobre
  - Chroniques de la lune de Sang – tome 1 : Le Crépuscule des aveugles (2005)
  - Chroniques de la lune de Sang – tome 2 : La Complainte de Sombrevent (2006)

- Éditions Gründ
  - Collection « Vivez l'aventure »
    - La Jungle aux 100 périls
    - La Planète aux 100 pièges
    - Le Châteaux aux 100 oubliettes
    - La Fête aux 100 maléfices
    - Le Vaisseau aux 100 pirates
    - Le Jardin aux 100 secrets
    - L'Île aux 100 squelettes
    - La Cité aux 100  mystères
    - La Forêt aux 100 sortilèges
    - La Tour aux 100 menaces
    - La Vallée aux 100  prodiges
    - L'Océan aux 100  abîmes
    - La Pyramide aux 100 malédictions
    - Le Cirque aux 100 prouesses
    - La Citadelle aux 100 tours
    - La Mer aux 100 défis
    - La Librairie aux 100 trésors
    - Le Palais aux 100 festins
    - La Colline aux 100 fées
    - Le Carnaval aux 100 masques
    - L'École aux 100 farces
    - Le Désert aux 100 mirages
    - L'Égypte aux 100 complots
    - L'Ordinateur aux 100 romans
    - Le Drakkar aux 100 vikings

  - Collection « 50 surprises »
    - Noé et le lion (avec Emmanuel Chaunu)
    - Noé et le zèbre (avec Emmanuel Chaunu)
    - Noé et le dauphin (avec Emmanuel Chaunu)
    - Noé et le loup (avec Emmanuel Chaunu)

  - Série « Justin Case »
    - Justin Case – tome 1 : Terminus New York City (avril 2013)
    - Justin Case – tome 2 : L'Archange et le démon (avril 2013)
    - Justin Case – tome 3 : De poussière et de sang (octobre 2013)
    - Justin Case – tome 4 : Bons baisers de Moscou (juin 2014)
    - Justin Case – tome 5 : Voir Rio et Mourir (juin 2014)

### Nouvelles
- La Dernière Sirène (2002) in Terra Incognita, Chasseurs de Rêves & Autres Mondes, 2002
- Waiting for… Alice (2004) in Mission Alice, Mnémos, Icares, 2004
- Le Jour d'après (2020) in La Nouvelle du lendemain, anthologie numérique organisée pendant le confinement par la Ligue de l’Imaginaire, le festival Lisle noir et Cultura, 2020[5]
- Puzzle (2024) in Le Pire des Noëls, éditions Le livre de poche

### Jeux de rôle
- Éditions Dragon Radieux
  - Hurlements (1989)

- Éditions MultiSim
  - Chimères (1994)

## Prix
- 1994 : Prix Casus Belli du meilleur jeu de rôle pour Chimères ;
- 2002 : Prix du roman d'aventures pour La Mort en prime time[6] ;
- 2002 : Prix du roman fantastique du festival de Gérardmer (Gérardmer Fantastic'Arts) pour Wonderlandz ;
- 2011 : Prix Lion noir pour La Chambre Mortuaire ;
- 2016 : Prix Sang d'encre de Vienne pour Le Berceau des Ténèbres[7].

#### Entretien
- Pierrick Auger, « Jean-Luc Bizien : sur les traces du premier veneur… », Jeu de rôle magazine, Promenons-nous dans les bois, no 5,‎ février 2009, p. 14-15 (ISSN 1964-423X)